# Sweetwater (Flórida)
Sweetwater é uma cidade localizada no estado americano da Flórida, no condado de Miami-Dade. Foi incorporada em 1941.

## Geografia
De acordo com o United States Census Bureau, a cidade tem uma área de 2,1 km², onde 2 km² estão cobertos por terra e 0,1 km² por água.

### Localidades na vizinhança
O diagrama seguinte representa as localidades num raio de 8 km ao redor de Sweetwater.

## Demografia
Segundo o censo nacional de 2010, a sua população é de 13 499 habitantes e sua densidade populacional é de 6 597,5 hab/km². É a terceira cidade mais densamente povoada da Flórida. Possui 4 195 residências, que resulta em uma densidade de 2 050,2 residências/km².

## Geminações
- Guitiriz, Galiza, Espanha[5]
- La Paz Centro, León, Nicarágua[6]
- San Felipe de Puerto Plata, Puerto Plata, República Dominicana[7]